# Episodi di Sonny tra le stelle (seconda stagione)
La seconda stagione della serie televisiva Sonny tra le stelle (Sonny with a Chance) è stata trasmessa negli Stati Uniti per la prima volta dall'emittente Disney Channel dal 14 marzo 2010 al 2 gennaio 2011.
In Italia è andata in onda in prima visione sul canale Disney Channel dal 15 maggio 2010 al 17 marzo 2011. In chiaro è approdata su Italia 1 nel giugno 2011.
| nº | Titolo originale                     | Titolo italiano                      | Prima TV USA      | Prima TV Italia   |
| -- | ------------------------------------ | ------------------------------------ | ----------------- | ----------------- |
| 1  | Walk a Mile in My Pants              | Mettiti nei miei jeans               | 14 marzo 2010     | 15 maggio 2010    |
| 2  | Sonny Get Your Goat                  | Viaggio in Glendovia                 | 21 marzo 2010     | 21 maggio 2010    |
| 3  | Gassie Passes                        | Che arie Gassie!                     | 28 marzo 2010     | 28 maggio 2010    |
| 4  | Sonny With a Song                    | Sonny tra le note                    | 11 aprile 2010    | 10 settembre 2010 |
| 5  | High School Miserable                | Una scuola da incubo                 | 18 aprile 2010    | 16 settembre 2010 |
| 6  | Legend of Candy Face                 | La leggenda di Candy Face            | 2 maggio 2010     | 23 settembre 2010 |
| 7  | Gummy with a Chance                  | Un chewing-gum tra le stelle         | 9 maggio 2010     | 30 settembre 2010 |
| 8  | Random Acts of Disrespect            | Casa di riposo a So Random!          | 16 maggio 2010    | 7 ottobre 2010    |
| 9  | Grady With a Chance of Sonny         | Grady tra le stelle con Sonny        | 23 maggio 2010    | 28 ottobre 2010   |
| 10 | Falling for The Falls (Part 1)       | L'appuntamento (prima parte)         | 13 giugno 2010    | 14 ottobre 2010   |
| 11 | Falling for The Falls (Part 2)       | L'appuntamento (seconda parte)       | 20 giugno 2010    | 21 ottobre 2010   |
| 12 | Sonny With A Secret                  | Sonny tra i segreti                  | 18 luglio 2010    | 20 novembre 2010  |
| 13 | The Problem With Pauly               | Un problema con Pauly                | 8 agosto 2010     | 4 novembre 2010   |
| 14 | That's So Sonny                      | Il fan club di Chad                  | 29 agosto 2010    | 13 gennaio 2011   |
| 15 | Chad Without a Chance                | Chad tra le stalle                   | 19 settembre 2010 | 20 gennaio 2011   |
| 16 | My Two Chads                         | I due Chad                           | 26 settembre 2010 | 27 gennaio 2011   |
| 17 | A So Random Halloween Special        | Lo speciale di Halloween a So Random | 17 ottobre 2010   | 5 marzo 2011      |
| 18 | Sonny With A 100 Percent of Meddling | Ambiente Sonnyficato                 | 24 ottobre 2010   | 3 febbraio 2011   |
| 19 | Dakota's Revenge                     | Buon compleanno Dakota!              | 14 novembre 2010  | 10 febbraio 2011  |
| 20 | Sonny With A Kiss                    | Sonny tra i baci                     | 21 novembre 2010  | 17 febbraio 2011  |
| 21 | A So Random Holiday Special          | Speciale festività                   | 28 novembre 2010  | 23 dicembre 2010  |
| 22 | Sonny With A Grant                   | È arrivato Grant                     | 5 dicembre 2010   | 24 febbraio 2011  |
| 23 | Marshall With A Chance               | Marshall tra le stelle               | 12 dicembre 2010  | 3 marzo 2011      |
| 24 | Sonny With A Choice                  | La scelta di Sonny                   | 19 dicembre 2010  | 10 marzo 2011     |
| 25 | New Girl                             | La nuova ragazza                     | 2 gennaio 2011    | 17 marzo 2011     |

## Mettiti nei miei jeans
- Titolo originale: Walk a Mile in My Pants
- Diretto da: Eric Dean Seaton
- Scritto da: Amy e Wendy Engelberg

### Trama
Sonny presenta un Walk-a-thon per convincere i bambini a leggere più libri e dà a tutti un paio di jeans di Tawni. Chad vuole convincere i bambini a guardare più televisione e anche lui dà a tutti un paio di jeans di Tawni. Sia il cast di "So Random" che quello di "Mackenzie Falls" finiscono in ospedale per SPA (Sindrome Pantaloni Attillati) che impedisce a far circolare il sangue e a sua volta di camminare. Tawni, perciò, decide di rimediare, unendo i due cast e facendo un video insieme "Fermiamo la SPA".

## Viaggio in Glendovia
- Titolo originale: "Sonny Get Your Goat"
- Diretto da: Eric Dean Seaton
- Scritto da: Dava Savel

### Trama
Sonny e Tawni sono ospiti in un programma di scambio culturale in Glendovia perché le due ragazze hanno avuto successo in tutto il mondo grazie al loro sketch "Le cassiere". Sia Tawni che Sonny si detestano, perciò decidono di non andare insieme, però capiscono di aver bisogno l'una dell'altra, ma i glendoviani le scambiano per vere cassiere.
Nico e Grady conoscono un ragazzo del "So Random" glendoviano che, grazie ai suoi baffi, piace alle ragazze, quindi i due ragazzi portano i baffi per piacere alle ragazze.

## Che arie Gassie!
- Titolo originale: "Gassie Passes"
- Diretto da: Eric Dean Seaton
- Scritto da: Dava Savel

### Trama
Gassie e il cast di "So Random" devono girare un film, ma Sonny pensa che la sua addestratrice Bella non tratti bene il cane.
Così Sonny lo porta a fare passeggiate e gioca con lui. Nico e Grady nel frattempo vogliono vendere i portapranzi (ideati da Zora) del film "Gassie e noi", che però ancora non è stato girato, quindi chiedono denaro a una persona che si rivela essere Dakota Condor. 
Gassie, però, per colpa dell'affetto dimostratogli da Sonny, non è più in grado di "recitare": lo sketch fallisce, il film sfuma e così anche il progetto dei portapranzi. Bella regala Gassie a Sonny perché non le serve più per guadagnare. Poco dopo, inspiegabilmente e improvvisamente, Gassie muore. Il funerale è gestito da Chad, che però lo trasforma in uno show, con tanto di coro gospel e Nico e Grady che vendono urne dorate (i portapranzi ridipinti). Sonny protesta e chiede un minuto di silenzio; Gassie si risveglia: era solo sotto shock per le troppe polpette dategli da Sonny. Bella riadotta Gassie, che finge un'ultima volta di essere morto, terrorizzando Chad.

## Sonny tra le note
- Titolo originale: Sonny With a Song
- Diretto da: John Fortenberry
- Scritto da: Dava Savel

### Trama
Trey Brothers (Guy Burnet), il cantautore preferito di Sonny, visita So Random per partecipare a uno sketch: se Tawni mostra subito di essere sua fan, Sonny finge indifferenza. Mentre quest'ultima è in camerino Tawni scopre che Trey piace molto anche a lei, ma crede che Sonny voglia conquistarlo al posto suo, mentre lei vuole solo avere un parere del cantante su una delle canzoni che ha scritto, "Me, myself and time". Dopo un giro negli studi, Sonny gli parla della sua canzone, e mentre la va a prendere, Tawni fa credere a Trey di averla scritta lei stessa. Nel frattempo Nico e Grady sperimentano una "scatola magica", che dovrebbe teletrasportare le persone, ma ha l'unico risultato di intrappolare Marshall. Sonny chiede a Marshall di non far partecipare Trey allo show, ma il produttore è entusiasta della canzone. I ragazzi scoprono che Trey ha rubato un'idea a tutti: la canzone a Sonny e Tawni, le giacche a Nico e Grady e le nuove idee per Falls a Chad. Sonny riesce a chiuderlo nel "teletrasporto" di Nico e Grady, ma dopo aver picchiato più volte sulle pareti, Trey scompare e appare Tawni. Sonny, a questo punto, deve cantare la sua canzone sul palco: è un successo e strabilia tutti, Tawni compresa. Nel finale, Trey ricompare e ruba il nome e la limousine a Chad.
- Canzone presente: Me, Myself and Time di Demi Lovato

## Una scuola da incubo
- Titolo original: High School Miserable
- Diretto da: Carl Lauten
- Scritto da: Michael Feldman e Steve Marmel

### Trama
Sonny e gli altri membri del cast diventano sempre più viziati e insoddisfatti decidono di scrivere una lettera al sig. Condor per dei miglioramenti. Ma poi immaginano cosa potrebbe succedere e come sarebbe la loro vita se fossero mandati alla scuola pubblica: Dakota a sostituirli, Marshall che non ha più bisogno di loro, bulli a tormentarli e cheerleader superbe a ignorarli... Come ciliegina sulla torta, Chad a scuola a ricordare come loro avessero "fallito nella vita". Così i ragazzi cambiano idea, adattandosi a tutto ciò che fino a un momento prima pareva insopportabile.

## La leggenda di Candy Face
- Titolo originale: The Legend of Candyface
- Diretto da: Eric Dean Seaton
- Scritto da: Dan Cohen e F.J. Pratt

### Trama
Dopo uno sketch offensivo su Mackenzie Falls, Sonny decide di far legare i due cast. Anche se controvoglia, tutti vanno in campeggio. La signorina Bitterman racconta la leggenda di Candyface (Faccia di Caramella), un mostro che si aggira in quei boschi; quando vengono rubati o rotti numerosi oggetti di So Random e Mackenzie Falls, si pensa che sia colpa di Candyface. I due cast devono fare degli esercizi per aumentare la fiducia, ma in effetti nessuno ci prova seriamente. Sonny, guardando un video registrato dalla videocamera di Zora, scopre di essere sonnambula e di essere lei la responsabile, ma riesce finalmente a far legare i cast quando si alleano per sconfiggere Candyface; mentre Sonny fa il suo turno di guardia per avvistare il mostro, si addormenta, e i ragazzi all'interno della tenda, siccome è sonnambula e si sta muovendo nel sonno, la scambiano per Candyface che sta uccidendo Sonny. Dopo avere scoperto che la ragazza sta bene e non è il mostro, arriva la signorina Bitterman, caduta nell'edera velenosa, che terrorizza nuovamente i ragazzi.

## Un chewing-gum tra le stelle
- Titolo originale: Gummy With A Chance
- Diretto da: Carl Lauten
- Scritto da: Josh Herman e Adam Schwartz

### Trama
Prima di ogni show, Sonny mastica una gomma come rito scaramantico. Quando Tawni inciampa su un pezzo di gomma da masticare di Sonny scrive al sig. Condor, che decide di bandire la gomma dagli studi. Non avendo più il suo rituale, Sonny sente di non poter essere più divertente e si dimentica le battute, facendo una pessima figura. Nel frattempo Chad invita Grady e Nico nella sua palestra privata per allenarsi quanto vogliono; inizialmente perplessi, i due ragazzi danno fondo alle energie e passano molto tempo ad allenarsi. Zora prende occasione e decide di costruire la palla di gomme da masticare più grande del mondo raccogliendo quelle che trova il cast mentre pulisce. Sonny ha delle strane visioni ogni volta che vede la palla di Zora, e tenta disperatamente di procurarsi le gomme da masticare, ma Tawni la intercetta regolarmente. Alla fine, si scopre che Chad stava usando l'energia prodotta da Nico e Grady mentre si allenavano come energia pulita per il suo camerino e Sonny si ricorda che sua zia le dava una gomma da masticare ogni volta che la faceva ridere. Così Grady e Nico mandano in sovraccarico il sistema elettrico di Chad e Sonny riacquista sicurezza in sé stessa.

## Casa di riposo a So Random!
- Titolo originale: Random acts of direspect
- Diretto da: Leslie Kollins Small
- Scritto da: Dahn Cohen, FJ Pratt

### Trama
Il "Concorso per un giorno a So Random", viene vinto da Grace, una signora anziana, che porta sul set dei suoi amici della casa di riposo. Chad insegna a un gruppo di bambini a non aver paura dei clown, ma, dopo che un anziano amico di Grace gli ha detto di essere rimasto pelato alla sua età, 17 anni, Chad ha paura di rimanere calvo e comincia a prendersi maniacalmente cura dei suoi capelli. I ragazzi si ispirano agli anziani per uno sketch che li prende in giro, ma offendono tutti i vecchietti e loro cercano di vendicarsi. Grace e la sua amica rapinano una banca, dando la colpa a Sonny e Tawni. Quando ritornano alla casa di riposo, le ragazze vengono arrestate da un poliziotto, che si rivela poi essere nipote di Grace, che stava fingendo di essere un poliziotto. Alla fine, i bambini sono guariti dalla paura dei clown e tornano a ringraziare Chad, ma per colpa delle cure i suoi capelli lo fanno assomigliar a un pagliaccio che terrorizza i bambini

## Grady tra le stelle con Sonny
- Titolo originale: Grady with a Chance of Sonny
- Diretto da: Eric Dean Seaton
- Scritto da: Lanny Horn, Josh Silverstein

### Trama
Il fratello di Grady viene a trovarlo e, per aiutare Grady, Sonny finge di essere la sua ragazza. Tuttavia allo stesso tempo deve uscire con il ragazzo che interpreta un vampiro ospite a So Random! Intanto Tawni e Niko decidono di fare uno scherzo a Chad che sta pubblicizzando una barretta energetica al quale fanno credere di essere vittima di numerosi inventati effetti collaterali della barretta. Disperato scappa mentre stanno girando la scena della pubblicità e invece il fratello di Grady scopre tutto anche se è invidioso del fatto che ha un'amica che per difenderlo ha lasciato il ragazzo che le piaceva.

## L'appuntamento (prima parte)
- Titolo originale: Falling for the Falls (part 1)
- Diretto da: Eric Dean Seaton
- Scritto da: Michael Feldman, Dava Savel

### Trama
Sonny e sua madre cominciano a guardare "Mackenzie Falls" e ne diventano dipendenti. Sonny, che vuole sapere il finale della serie, va a parlare a Chad e gli chiede come si sviluppa la storia tra i protagonisti. Lui, credendo che lei stia parlando di loro due, la invita a uscire, e lei accetta. Intanto Tawni, Nico e Grady stanno cercando di far fare i loro progetti di astronomia a Sonny.

## L'appuntamento (seconda parte)
- Titolo originale: Falling for the Falls (part 2)
- Diretto da:Eric Dean Seaton
- Scritto da: Dava Savel

### Trama
Chad e Sonny vanno al loro primo appuntamento, ma sono entrambi (specialmente Chad) molto nervosi e l'appuntamento finisce in disastro. Chad, infatti, a causa del nervosismo, inizia a bere così tanta acqua, che alla fine finisce per vomitare su Sonny. Per sua sfortuna inoltre, dei paparazzi hanno fotografato la scena e l'hanno messa sulla copertina di "Tween Weekly". In questo modo, gli amici di Sonny scoprono tutto. Dopo aver visto la copertina, Chad parlando con Sonny, dice che ciò rovinava la sua immagine e propone quindi di vedersi di nascosto. Ferita da questa richiesta, Sonny si rattrista. Alla fine, Sonny e Chad risolvono tutto e si mettono insieme, ma gli amici di Sonny non saranno felici di vederli insieme anche se poi dovranno accettarlo.

## Sonny tra i segreti
- Titolo originale: Sonny With A Secret
- Diretto da: Eric Dean Seaton
- Scritto da: Dava Savel

### Trama
Per festeggiare il primo anno di Sonny a So Random le viene consegnata una torta, sulla quale però vede una scritta poco piacevole. Sonny non ha idea di chi possa avergliela spedita, e iniziano a girare strane voci su di lei, come il fatto che abbia rubato il personaggio di "Vicky a letto", rubato una collana e una moneta trovata da Nico e Grady, facendola finire addirittura in prigione, da cui Chad la fa uscire. Sonny deve tornare in Wisconsin per la festa della sua scuola, ma tutti la odiano, i paparazzi non la lasciano stare e sia a lei che ai suoi amici capita un guaio dopo l'altro. Chi sta tentando di incastrarla?
Sonny viene momentaneamente licenziata e allora Tawny la porta nel Wisconsin a lì capiscono che l’autrice di tutto è Penelope di Mackenzie Falls.

## Un problema con Pauly
- Titolo originale: The Problem With Pauly
- Diretto da: Eric Dean Seaton
- Scritto da: Josh Herman, Adam Schwartz

### Trama
Sonny incontra a So Random! il suo idolo Pauly, un orso polare gigante, che consiglia i bambini. Nico, Grady e Tawni aiutano Sonny ad entrare nel camerino di Pauly per farsi fare un autografo e lì scopre che l'uomo che lo interpreta odia il suo ruolo e così da l'opportunità a Sonny di sostituirlo nello show, dando buca a Chad nel loro anniversario di 7 settimane. Nel frattempo Nico e Grady cercano di convincere Chad che Sonny non è più interessata a lui...

## Il fan club di Chad
- Titolo originale: That's So Sonny
- Diretto da: Eric Dean Seaton
- Scritto da: Dava Savel

### Trama
Chad cerca di raggiungere un milione di fans su Flitter (parodia di Twitter), e Sonny per aiutarlo convoca Amber, la presidentessa del suo fan club, molto abile nei travestimenti. Amber scopre che la ragione per cui i fan di Chad stanno calando è il fatto che stia frequentando Sonny.
- Guest Star: Raven-Symoné (Amber Allgoode)

## Il sostituto di Sonny
- Titolo originale: Chad Without A Chance
- Diretto da: Eric Dean Seaton
- Scritto da: Amy Engelberg, Wendy Engelberg

### Trama
Sonny si ammala, e Chad decide di sostituirla e aiutarla con la sua lista delle cose da fare. Purtroppo, finisce per combinare un guaio dopo l'altro.

## I due Chad
- Titolo originale: My Two Chads
- Diretto da: Eric Dean Seaton
- Scritto da: Dan Cohen, F.J. Pratt

### Trama
Durante una corsa in bicicletta, Sonny vede due Chad. Scopre che Chad ha una controfigura, Chaz, e che Chad l'ha usata perché non sapeva andare in bici. Quando scopre che Chad aveva mandato Chaz in tutti gli appuntamenti che riteneva pericolosi, Sonny rompe con Chad. Chad prova più volte a scusarsi, ma senza risultato, e la situazione peggiora quando Chad dimostra di non sapere niente di Sonny. Alla fine, Chad prova ad andare in bicicletta per lei, cadendo e guadagnandosi una commozione cerebrale, e Sonny decide di dargli una seconda opportunità.

## Lo speciale di Halloween a So Random
- Titolo originale: A So Random! Halloween Special
- Diretto da: Eric Dean Seaton
- Scritto da: Josh Herman & Adam Schwartz

Canzoni presenti:Work of art

### Trama
Uno speciale di So Random! per festeggiare Halloween. La puntata è composta solo da sketch e ha come ospiti gli Allstar Weekend e Shaquille O'Neal. 
- Canzoni presenti: Come Down With Love degli Allstar Weekend, Work of Art di Demi Lovato
- Guest star: Allstar Weekend e Shaquille O'Neal

## Ambiente Sonnyficato
- Titolo originale: Sonny with a 100% Chance of Meddling
- Diretto da: Ron Mosely
- Scritto da: Lanny Horn & Josh Silverstein

### Trama
Sonny si accorge che a Zora piace un ragazzo, Wesley, che interpreta il piccolo Mackenzie nella serie Mackenzie Falls. Per questo li convince a incontrarsi in un locale col resto del cast di So Random, ma il ragazzo fraintende e crede che sia Sonny a voler uscire con lui. Per questo tutti i ragazzi la rimproverano di aver "Sonnyficato l'ambiente", cioè di essersi intromessa nella vita degli altri. Tuttavia quando Chad scopre le intenzioni del giovane attore lo licenzia e Sonny riesce a farsi perdonare da Zora.
- Guest star: G. Hannelius (Dakota Condor) e Billy Unger (Wesley Willilger).

## Buon compleanno Dakota!
- Titolo originale: Dakota's Revenge
- Diretto da: Eric Dean Seaton
- Scritto da: Michael Feldman, Steve Marmel

### Trama
È il compleanno di Dakota e suo padre le ha regalato una bicicletta che Sonny e Tawni rompono per sbaglio. Per rimediare al danno decidono di consegnarla allo scenografo degli studi che però sembra non essere intenzionato a farlo se non gli avessero consegnato il campanello della bici che avevano perso. Dakota scopre il furto e decide che avrebbe fatto licenziare il colpevole e si lega al collo il campanello che aveva trovato. Quando Sonny e Tawni riescono a prenderle nel sonno il campanello lo scenografo non vuole più aggiustarla e sono costrette a dirle la verità. Tuttavia durante la festa di Dakota lo scenografo le consegna la bici e le ragazze sono salve, mentre Dakota viene messa in punizione perché il padre ha scoperto che aveva preso la bici prima del compleanno.
- Guest star: G. Hannelius (Dakota Condor), Daniel Roebuck (Mr. Condor), Steve Hytner (Murphy) e Richard Libertini (Izzy).

## Sonny tra i baci
- Titolo originale: Sonny With A Kiss
- Diretto da: Eric Dean Seaton
- Scritto da: Ellen Byron, Lissa Kapstorm

### Trama
In un'intervista televisiva la presentatrice intervista Sonny e Chad chiamandoli "Channy" e chiede loro com'è stato il loro primo bacio, ma Chad e Sonny ammettono che non è ancora successo. Nei giorni seguenti iniziano a sentirsi sotto pressione e provano a baciarsi in tutti i modi, ma non ci riescono: non sono ancora pronti. Alla fine se ne rendono conto e così decidono di essere solo amici. Ma poi...si baciano.

## Speciale festività
- Titolo originale: A So Random! Holiday Special
- Diretto da: Eric Dean Seaton
- Scritto da: Dava Savel

### Trama
Il cast di So Random! presenta uno show speciale per la festa del Natale, presentato da Chad e con ospite speciale Joe Jonas. Vengono rivisitati numerosi sketch di puntate precedenti in veste natalizia, come Vicky a letto, e nuovi sketch creati appositamente per la puntata. Inoltre viene creata un'apposita sigla di presentazione della puntata che sostituisce la classica sigla di Sonny tra le stelle. Il tema principale della puntata sono i difficili lavori natalizi.
- Canzone presente: My Song For You di Demi Lovato e Joe Jonas
- Guest star: Joe Jonas (sé stesso), G. Hannelius (Dakota Condor), Daniel Roebuck (Mr. Condor), Steve Hytner (Murphy) e Richard Libertini (Izzy).

## È arrivato Grant
- Titolo originale: Sonny with a Grant
- Diretto da: Eric Dean Seaton
- Scritto da: Michael Feldman e Steve Marmel

### Trama
I ragazzi di So Random vanno in vacanza: mentre Sonny parte per Camp Comedy, la crociera di Tawni viene annullata, costringendola a passare la sua vacanza in studio, con Grady. Il fratello di Grady, Grant, arriva a Hollywood e cerca un lavoro estivo. Chad mostra una lista di richieste al sig. Condor, ma esagera e finisce per venire licenziato; Grant prende il suo posto come Mackenzie. Grady si ingelosisce e, con l'aiuto di Chad, riesce a farlo ritornare nel suo college. La situazione tra i fratelli si chiarisce e Chad riottiene il suo lavoro.
- Guest star: Preston Jones (Grant) e Daniel Roebuck (Mr. Condor).

## Marshall tra le stelle
- Titolo originale: Marshall With A Chance
- Diretto da: Shannon Flynn
- Scritto da: Carla Banks Waddles

### Trama
Marshall è ultimamente di cattivo umore e, quando i ragazzi si arrabbiano con lui perché non gli piacciono i loro sketch, spiega loro che è perché pensava che una volta compiuti i quarant'anni avrebbe fatto qualcosa di grande. Sonny lo convince a inseguire il suo sogno e lasciare So Random per creare il suo one man show, ma il suo sostituto, Stanley, è molto duro e i ragazzi cominciano a rimpiangere Marshall. 
- Guest star:Michael Kostroff (Marshall Pike) e Benjamin Byron Davis (Savage Stan)

## La scelta di Sonny
- Titolo originale: Sonny With A Choice
- Diretto da: Eric Dean Seaton
- Scritto da: Dan Cohen & F.J. Pratt

### Trama
So Random è tra i nominati dei Tween Choice Awards come miglior programma televisivo, e per la sesta volta è contro Mackenzie Falls, che fino ad ora si è sempre aggiudicato il premio, umiliando tutto il cast dello show comico. Sonny propone a Chad di essere corretti e di sostenersi l'un l'altro comunque vada. Quando però, a sorpresa, viene annunciato che lo show vincitore è proprio So Random, Chad non riesce ad accettare per nessun motivo di essere il "perdente", e otterrà il riconteggio dei voti, il cui risultato dimostrerà che lo show vincitore era in realtà 
Mackenzie Falls. Quando Chad racconta a Sonny l'accaduto, la ragazza rimane molto delusa, in quanto capisce che per Chad la cosa più importante non è lei e la sua felicità, ma il premio. Così, a malincuore, lascia il ragazzo che si rende conto troppo tardi del suo sbaglio. Fortunatamente Sonny ha degli amici su cui contare. Nella trama parallela Nico e Grady devono presentare i Tween Choice Award dei migliori effetti sonori; quando però le cose iniziano ad andare male, Nico utilizza una battuta inventata da Grady per divertire il pubblico, dicendo di esserne l'artefice. I due amici hanno uno scontro ma Nico riesce a farsi perdonare dicendo ad un giornale di aver mentito.
- Guest star: Regan Burns (Ryan Loughlin)

## La nuova ragazza
- Titolo originale: New Girl
- Diretto da: Sean McNamara
- Scritto da: Micheal Feldman & Steve Marmel

### Trama
Dopo aver rotto con Chad, Sonny scrive una canzone e decide di cantarla in un nuovo locale, il Patio. Lì incontra Mel, la cameriera, che scopre essere anche la sua vicina di casa. Non andando molto d'accordo, Mel e Sonny fanno una scommessa: Sonny dovrà dare a Mel 30 dollari se non riceverà una standing ovation. Ma la sera dell'esibizione, Chad paga i clienti del Patio per fare in modo che Sonny riceva la standing ovation e quindi vinca la scommessa. La sera dopo, Sonny riprova a cantare, ma Chad si presenta al locale e lei corre via, non essendo in grado di cantare la canzone davanti a lui poiché, come fa capire a Mel, parla proprio di Chad. La sera dopo ancora, Sonny riesce a cantare senza problemi data l'assenza del suo ex. Nel frattempo, Grady si prende una cotta per Mel e, senza saperlo, anche lei prova qualcosa per lui (Sonny dopo l'accaduto decide di abbandonare il cast di So Random!, e di tornare a casa).
- Canzoni presenti: What to Do di Demi Lovato
- Guest Star: Skyler Day (Mel)